# Ábær
Ábær (también conocida como Abærkirkja) es una población de Islandia, situada en la Municipalidad de Akrahreppur.